# Objectivo (grupo)
Grupo português formado a partir de grupos como Os Ekos e os Showmen. O nome do grupo foi escolhido por votação dos telespectadores do programa de televisão "Zip-Zip".
A primeira formação incluía Mário Guia (bateria), Zé Nabo (baixo), Tó Gândara (guitarra) e Luís Filipe (guitarra e teclas. Passado pouco tempo Gândara e Filipe seriam substituídos por Mike Seargent e Kevin Hoidale. A partir daqui o grupo passou a incluir no seu seio músicos norte-americanos e ingleses.
O primeiro disco incluía os temas "At Death's Door", "A Place In The Sun", "Gin Blues" e "I Know That".
Em 1970 gravaram o primeiro disco estereofónico, um single com os temas "Dance of Death" e "This Is How We Say Goodbye".
Actuaram no Festival de Vilar de Mouros de 1971.
Gravaram um EP e três singles. Colaboraram também no disco "Blackground" do Duo Ouro Negro.
Em 2009 foi editada a compilação "Out of Darkness/Anthology 1969-72" limitada a 500 cópias em vinil branco. Esta edição inclui todos os temas gravados e mais um tema inédito.

## Discografia
- At Death's Door/A Place In The Sun/Gin BluesI Know That (EP, Sonoplay, 1969)
- The Dance of Death/This Is How We Say (Goodbye) (Single, Movieplay, 1970)
- Glory/Keep Your Love Alive (Single, 1970)
- Music/Out Of The Darkness (Single, 1972)
- Out of Darkness/Anthology 1969-72 (Compilação, 2009)

## Músicos
- Mike Sergeant (Marmalade, Quarteto 1111, Gemini, José Cid)
- Jim Cregan (Cockney Rebel, Rod Stewart, Blossom Toes)
- Zé da Cadela (Xarhanga, Kama Sutra)
- Zé Nabo (Banda do Casaco, Heavy Band, Ala dos Namorados).
- Tó Gândara
- Kevin Hoidale
- Luis Paulino ( Ekos, Guitarras de Fogo, Dakotas)

## Ligações
- https://web.archive.org/web/20090829191901/http://geocities.com/vilardemouros1971/objectivo.htm